# Aegus chrysomelinus
Aegus chrysomelinus es una especie de coleóptero de la familia Lucanidae.

## Distribución geográfica
Habita en la Península de Malaca ( Malaya).